# チョークアート

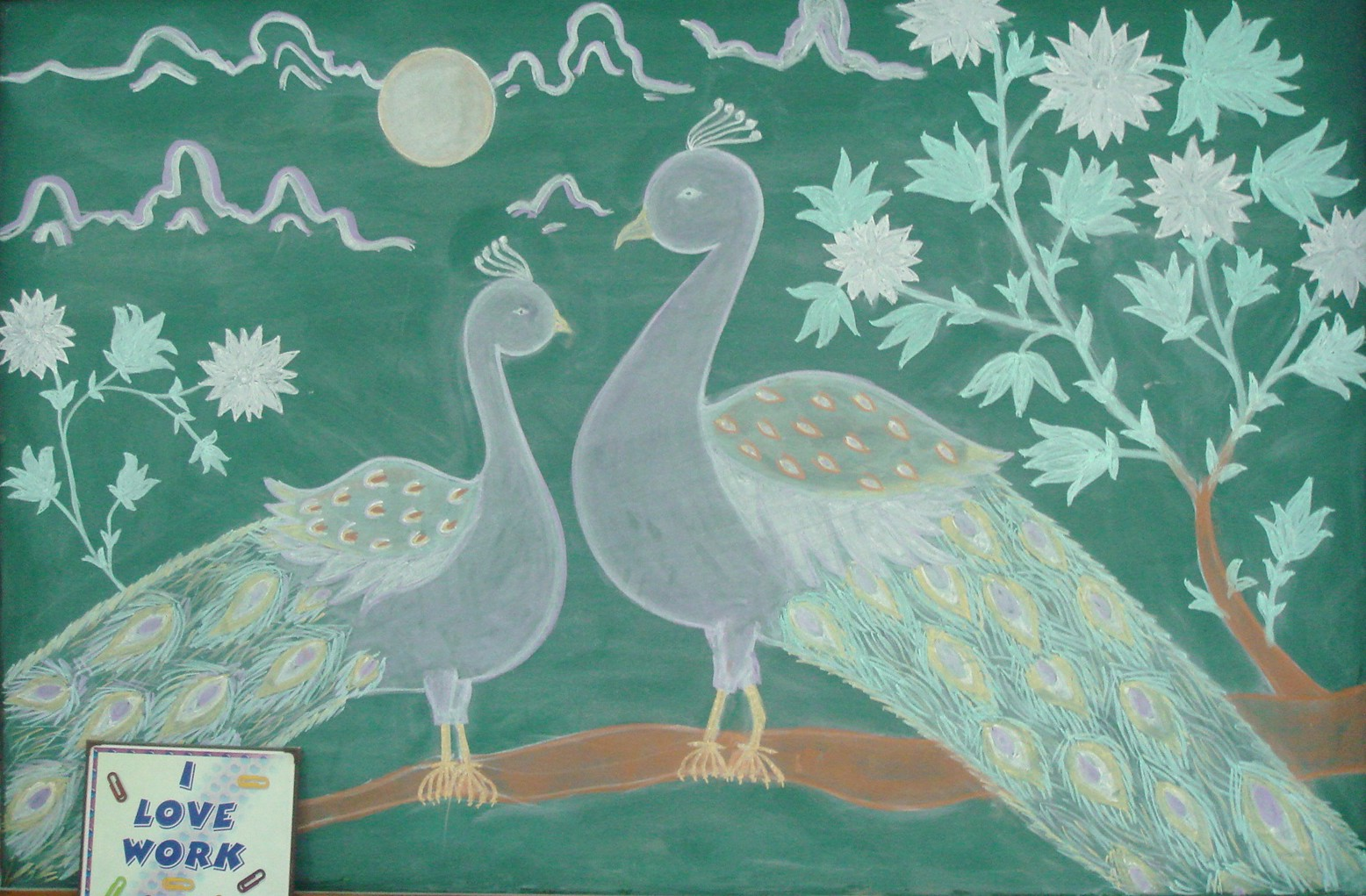
黒板アートの例

チョークボードアート（Chalkboard art）またはチョークアート（chalk art）は、視覚芸術として黒板にチョークを使用すること 。
近年では黒板アートと呼ばれることも多い。
飲食店の店頭や店内に飾る商業ベースのアートとしてカフェやレストランのメニューボード等に使われる看板アートの手法の一つである。その他にも、文化祭などの学校行事などのイベントの一環でも行われる。
現在はポートレート、ウエルカムボード、インテリアなど様々な分野にも持ち込まれ広く認知されている。
素材や色使いの工夫により、ポップな印象と高い明度の作品が多く、独特の存在感を持つアートである。
パステルを使ったアートに似ており、チョークをよく使う歩道アートに関連している。チョークボードアートは、レストラン、ショップ、壁でよく使用されている 。

## 黒板アーティスト
黒板アーティストには、 Catherine Owens 、 Chris Yoon 、 Maggie Choate 、 Bryce Wisdom 、 CJ Hughes 、  Scrojoが知られている。

## アートとして
近年、アートとして人気を博しており、学生の大会も行われている。（黒板アート甲子園）

## 発祥
チョークアートの発祥は、イギリスのパブ看板といわれている。イギリスからの移民と共にオーストラリアに渡り、オーストラリアの看板職人によって、よりカラフルでアーティスティックな現在の形となった。元々はチョークで描かれていたものだが、耐久性や色のニーズによって、徐々にオイルパステルで描くことが主流となる。現在では画材の種類に関わらず、黒板に描くアートは全てチョークアートと呼ばれている。

## オーストラリアにおけるチョークアート
オーストラリア全土、とりわけクイーンズランド州ブリスベンやゴールドコーストの飲食店において比較的頻繁に見られる。オーストラリアでは、アートというより看板屋の一手法と認識されていたが、近年、多方面に渡り活躍するアーティストと工房が増え、観賞用の絵画をはじめ、ランチマットや皿、カップなどのテーブルウエア、個人宅の表札、時計、ネームタグなど、多彩な商品展開をしており、オーストラリア発祥のアートの１分野という認識に変わってきている。
ゴールドコーストにはチョークアーティストが直接指導する専門学校があり、数十時間のレッスンを受講することで受講者全員に各学校から独自の民間資格証明書が発行される。オーストラリアの女性アーティスト、モニーク・キャノンが講師として広く知られるほか、かつてモニーク・キャノンのアトリエで講師を担当していた女性アーティストリサ・ポラック、ジェフ・ハプフェルドの学校が精力的に活動を行っている。現役アーティストの工房でプロから直接指導を受けるこの方式は、Australian Adventur Study Tours(AAST)が、アーティストと共同企画・開発した独自のシステムであり、この新システムは、本来、自らの技法を外部に伝えたがらなかったオーストラリアのアーティストの認識を変え、全豪でも類を見ないユニークな専門学校として注目を浴びた。また、企画・PRを担当するAASTが日系企業であることから、受講者のほとんどが日本人であることも特徴。

## 日本におけるチョークアート
日本におけるチョークアートは、オーストラリアに渡って技術を学んだ者が、日本にその技術を持ち帰り各自に広めたのがはじまりである。現在、日本でもチョークアートは、オーストラリア同様広く認知されつつあり、各チョークアート教室の受講者や、オーストラリア各学校の卒業者の数も増えてきている。講師としてチョークアートのレッスンを行っている卒業者も増え、現在は日本においても気軽に作品を購入したり、教室でレッスンを受講できるようになっている。日本で、はじめに設立した協会は、「日本チョークアート協会」であり、その後も数多くの協会・団体が任意で設立されてきている。しかし、オーストラリアの専門学校及び日本各協会が主催する教室の卒業者の場合は、全員に民間資格証明書が与えられ、同じ肩書きとなるため、優秀か、そうでないか、個々人の実力にかなり差がある場合がある（講師も同様）。レッスンを受講する場合も、おしなべて受講料がオーストラリアの各専門学校よりも高額である事が多い。
ギネス世界記録もあり、2014年10月12日には魚津商工会議所青年部が魚津市のミラージュランドのイベントでテーマに沿っているか、完璧に描かれているなどを審査され、308枚が認定、従来の記録を塗り替えた。

## 地域振興
奈良県王寺町ではアートによる地域振興として聖徳太子の犬をモチーフとしたご当地キャラクター雪丸とチョークアーティスト銀野左和子のコラボ が豊富に開催されている。

## 日本で活動する任意団体
- 日本チョークアート協会
- モニークチョークアート協会